# Nhuế Dương
Nhuế Dương là một xã thuộc huyện Khoái Châu, tỉnh Hưng Yên, Việt Nam.

## Địa lý
Xã Nhuế Dương nằm ở cuối huyện Khoái Châu, có vị trí địa lý:
- Phía đông và phía nam giáp huyện Kim Động
- Phía tây giáp Sông Hồng
- Phía bắc giáp xã Thành Công.

Xã Nhuế Dương có diện tích 3,73 km², dân số năm 2019 là 4.944 người, mật độ dân số đạt 1.326 người/km².

## Hành chính
Xã Nhuế Dương được chia thành 6 thôn: Tiền Phong, Quang Trung, Lê Lợi, Thành Công, Phú Cường, Lan Đình.

## Lịch sử
Trước đây, Nhuế Dương là một xã thuộc huyện Châu Giang cũ.
Ngày 24 tháng 7 năm 1999, Chính phủ ban hành Nghị định số 60/1999/NĐ-CP về việc chuyển xã Nhuế Dương thuộc huyện Châu Giang cũ chuyển về huyện Khoái Châu mới tái lập quản lý.